# Foreste montane della Guinea
Le foreste montane della Guinea sono un'ecoregione dell'ecozona afrotropicale, definita dal WWF (codice ecoregione: AT0114), che si estende attraverso le zone montuose dell'Africa occidentale. Formano, assieme alle foreste di pianura della Guinea orientale e alle foreste di pianura della Guinea occidentale, la regione denominata foreste umide della Guinea, inclusa nella lista Global 200.

## Territorio
È un'ecoregione di foresta pluviale che occupa 31.100 km² ripartiti su diversi massicci montuosi di Costa d'Avorio, Guinea, Liberia e Sierra Leone: i monti Loma e Tingi in Sierra Leone, i massicci dei monti Simandou, Ziama e Fouta Djallon in Guinea, il monte Dutova in Liberia, il monte Peko e il massiccio del Man in Costa d'Avorio, e il monte Nimba, al confine tra Liberia, Guinea e Costa d'Avorio. La regione si eleva al di sopra del mosaico di foresta e savana della Guinea, a nord, e delle foreste di pianura della Guinea occidentale, a sud.

## Flora
Al di sopra dei 1000 m di altitudine, la foresta è spesso avvolta dalle nubi e si registra la crescita di un gran numero di piante epifite. Sulle cime più elevate, man mano che si sale di quota, le foreste lasciano il posto a praterie intervallate a boschetti di bambù, zone umide e foreste a galleria. La vegetazione che si sviluppa sulle pendici volte a settentrione mostra, rispetto a quella delle pendici volte a sud, particolari adattamenti contro l'aridità, poiché in tali aree cadono meno piogge e si fa sentire l'effetto del rovente harmattan, il vento proveniente dal Sahara. Sopra i 1100 m, il Fouta Djallon non è alto abbastanza da consentire lo sviluppo di una vera e propria vegetazione di alta montagna, ma essa si può rinvenire su alcuni picchi isolati. In questa zona, le foreste rimaste sono dominate da alberi di Parinari excelsa. Tuttavia, gran parte dell'originario manto forestale è andato distrutto a causa degli incendi, appiccati quasi sempre dall'uomo, ma provocati anche dai fulmini, e quasi tutta la regione ha assunto oggi l'aspetto di una prateria. Ciononostante, nelle aree di foresta rimaste il numero di specie è elevato: sul solo monte Nimba sono state censite oltre 2000 specie, tra cui 101 di orchidee, delle quali una (Rhipidoglossum paucifolium) endemica. Anche sui monti Loma sono state finora individuate 1576 specie, distribuite in 757 generi e 135 famiglie. In tutta la regione, gli endemismi vegetali contano complessivamente 35 specie.

## Fauna
Anche la fauna è piuttosto ricca. Tra i mammiferi, quattro specie sono endemiche di questa regione o anche delle pianure sottostanti. Esse sono il micropotamogale del monte Nimba (Micropotamogale lamottei), due specie di crocidura (Crocidura obscurior e C. nimbae) e una specie di pipistrello (Hipposideros marisae). Sulle montagne di questa regione vivono anche altri rari mammiferi di foresta, come la genetta di Johnson (Genetta johnstoni) e il ratto Praomys rostratus. Lo scimpanzé occidentale (Pan troglodytes verus) è presente nell'area, specialmente nella regione dei monti Loma. Il predatore più grande è il leopardo (Panthera pardus). Anche l'avifauna è molto ricca; tra le specie peculiari della regione figurano la prinia di Sierra Leone (Schistolais leontica) e lo storno smeraldino (Lamprotornis iris). Sul monte Nimba, oltre alla già citata prinia di Sierra Leone, abitano la cossifa aligrigie (Sheppardia polioptera), la tortora cannella (Aplopelia larvata) e l'apalis di Sharp (Apalis sharpii). La presenza del raro picatarte collobianco (Picathartes gymnocephalus) è stata confermata sui monti Loma. L'ecoregione ospita anche molti anfibi, tra i quali più di 10 specie endemiche, come il rospo Nimbaphrynoides occidentalis, che vive solamente nelle savane del monte Nimba.

## Conservazione

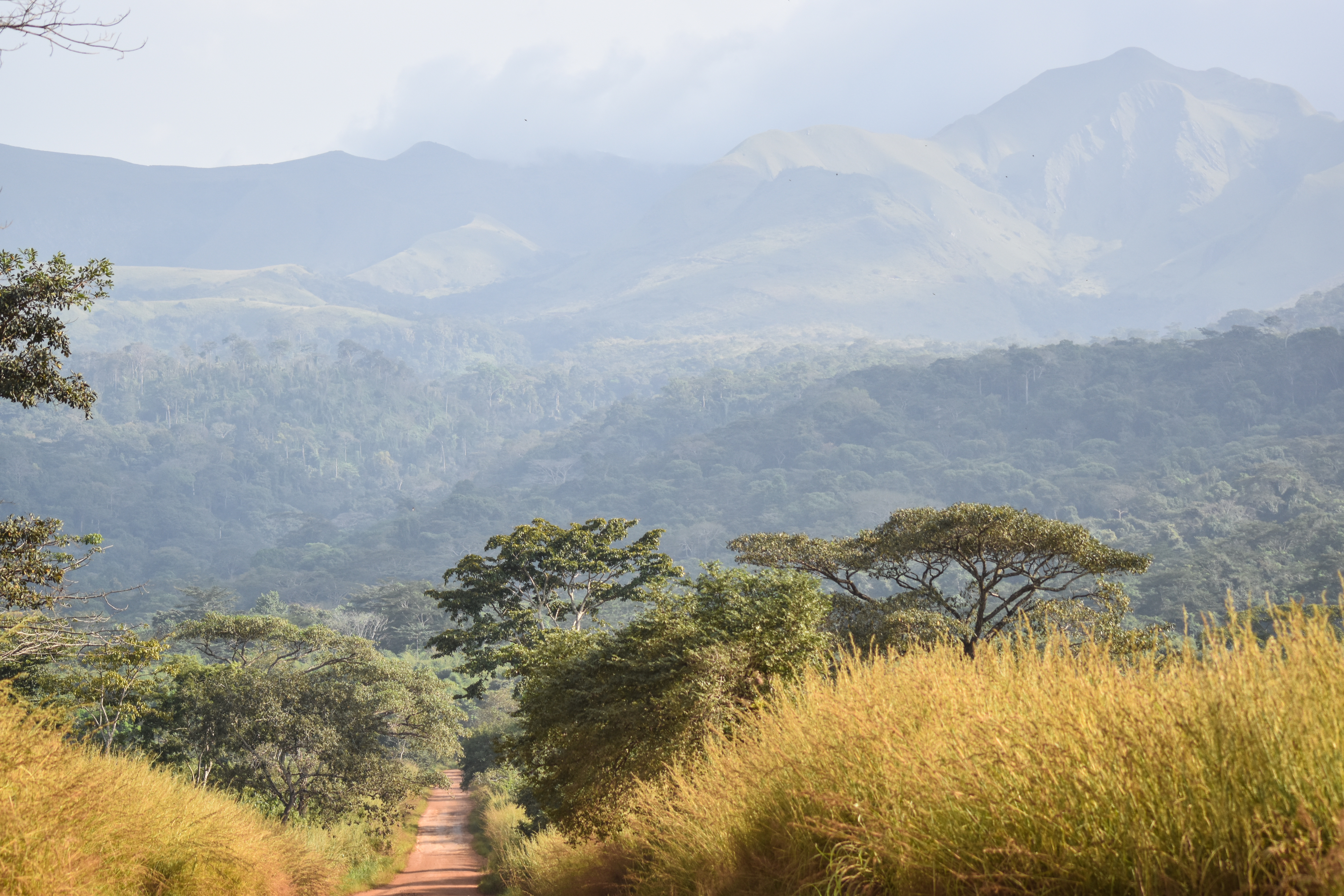
Riserva naturale integrale del Monte Nimba

L'ecoregione è considerata in pericolo critico, ma la situazione attuale non è chiara a causa delle continue guerre civili che imperversano nella regione. La riserva naturale integrale del Monte Nimba, tra Costa d'Avorio e Guinea, è stata dichiarata patrimonio dell'umanità dall'UNESCO.